# Dinastija Šja
Dinastija Šja (kitajsko: 夏朝; pinjin: Xiàcháo; Wade–Giles: Hsia4-ch‘ao2) je prva dinastija v tradicionalnem kitajskem zgodovinopisju. Po izročilu je dinastijo Šja ustanovil legendarni Ju Veliki, potem ko mu je Šun, zadnji od petih cesarjev, predal prestol. V tradicionalnem zgodovinopisju je Šja kasneje nasledila dinastija Šang.
Ni sočasnih zapisov o Šja, ki niso omenjeni v najstarejših kitajskih besedilih, saj najzgodnejši kostni napisi na oraklju izvirajo iz poznega obdobja Šang (13. stoletje pr. n. št.). Najzgodnejše omembe se pojavljajo v najstarejših poglavjih Knjige dokumentov, ki poročajo o govorih iz zgodnjega obdobja zahodnega Džova in jih večina učenjakov sprejema kot tiste, ki izvirajo iz tega časa. Govori opravičujejo Džovovo osvojitev Šanga kot prenehanje nebeškega mandata in ga primerjajo z nasledstvom Šja po Šangu. To politično filozofijo je spodbujala konfucijanska šola v obdobju vzhodnega Džova. Nasledstvo dinastij je bilo vključeno v Bamboo Annals in Records of the Grand Historian ter je postalo uradno stališče cesarskega zgodovinopisja in ideologije. Nekateri učenjaki menijo, da je dinastija Šja legendarna ali vsaj neutemeljena, drugi pa jo identificirajo z arheološko kulturo Erlitou.
Po tradicionalni kronologiji, ki temelji na izračunih Liu Šina, so Šja vladali med letoma 2205 in 1766 pr. n. št. Po kronologiji, ki temelji na »aktualnem besedilu« Bamboo Annals, je vladal med letoma 1989 in 1558 pr. n. št. S primerjavo istega besedila z datumi konjunkcij petih planetov je David Pankenier ob podpori Davida Nivisona predlagal datuma 1953 in 1555 pr. n. št. Kronološki projekt Šja–Šang–Džou, ki ga je leta 1996 naročila kitajska vlada, je zaključil, da je Šja obstajala med letoma 2070 in 1600 pr. n. št.

## Tradicionalni zapisi
Dinastija Šja je bila opisana v klasičnih besedilih, kot so Klasična zgodovina (Shujing), Bamboo Annals in Zapisi velikega zgodovinarja (Šidži) Sima Čjan. Po tradiciji so bili rezidenčni Huašja predniki kitajskih Hanov.

### Izvor in zgodnji razvoj
Tradicionalne zgodovine sledijo razvoju Šja do mitskih  3 vladarjev in 5 cesarjev. Po starodavnih kitajskih besedilih so bili pred ustanovitvijo dinastije Šja pogosti boji med plemenom Rumenega cesarja in plemenom Či Jou. Zapisi Velikega zgodovinarja in Klasika obredov pravijo, da je bil Ju Veliki, ustanovitelj dinastije Šja, vnuk Džuanšuja, ki je bil vnuk Rumenega cesarja. Obstajajo pa tudi drugi zapisi, kot je Ban Gujev, ki pravijo, da je Jujev oče peta generacija potomca Džuanšuja. Drugi viri, kot je Šan Hai Džing, omenjajo, da je bil Jujev oče Gun sin Luominga, ki je bil sin Huangdija. Sima Čjan je izsledil izvor dinastičnega Šja v imenu fevda, podeljenega Juju, ki ga je uporabljal kot svoj priimek in ime svoje države.[

### Gunov poskus reguliranja poplav
Gun, oče Juja Velikega, je najzgodnejši zabeleženi član klana Šja. Ko je Rumena reka poplavila, so se številna plemena združila, da bi nadzorovala in zaustavila poplave. Guna je imenoval cesar Jao, da zaustavi poplave. Ukazal je zgraditi velike nasipe, da bi preprečili pot vodi. Poskusi Guna, da bi zaustavil poplave, so trajali devet let, a na koncu niso uspeli, ker so se poplave okrepile. Po devetih letih je Jao svoj prestol že predal Šunu. Šun je ukazal, da se Guna dosmrtno zapre v Jušan (kitajsko: 羽山; pinjin: Yǔshān, Oče gore), goro, ki je med sodobnim okrožjem Donghai v provinci Džiangsu in okrožjem Linšu v provinci Šandong.

### Poskus Juja Velikega, da ustavi poplave
Juju Velikem je cesar Šun zelo zaupal, zato je Šun imenoval Juja da konča delo svojega očeta. Metoda Juja je bila drugačna od svojega očeta, on je združil vse ljudi vseh plemen in jih prepričal da bi mu pomagali graditi kanale v vseh večjih rek kjer so bile poplave prisotne, legenda pravi da v vseh 13 letih svojega dela Ju nikoli ni stopil čez prag svoje hiše, ljudje ki so to opazili so ga hvalili zaradi njegove potrpežljivosti in vztrajanja.

### Ustanovitev dinastije
Jujev uspeh pri zaustavitvi poplav je povečal kmetijsko proizvodnjo (saj so bile poplave uničujoče). Moč plemena Šja se je povečala in Ju je postal vodja okoliških plemen. Kmalu zatem je Šun poslal Juja, da vodi vojsko za zatiranje plemena Sanmiao, ki je nenehno zlorabljalo obmejna območja. Potem ko jih je premagal, jih je izgnal južno na območje reke Han. Ta zmaga je še bolj okrepila moč plemena Šja. Ko se je Šun postaral, je razmišljal o nasledniku in odstopil prestol Juju, ki se mu je zdel vreden. To pomeni začetek dinastije Šja. Ko se je Ju bližal smrti, je predal prestol svojemu sinu Čiju, namesto da bi ga predal najsposobnejšemu kandidatu, s čimer je postavil precedens za dinastično vladavino ali dedni sistem. Dinastija Šja je začela obdobje nadzora družine ali klana. Domneva se, da sta bili Dženšun (sodobni Gongji) in Jangčeng (sodobni Gaočeng) dve prestolnici dinastije.

### Strmoglavljenje
Za Džjeja, zadnjega kralja, so rekli, da je nemoralen, lasciven in tiran. Strmoglavil ga je Tang, prvi kralj iz dinastije Šang. Tang naj bi dal majhno državo Či kot fevd ostankom vladajoče družine Šja.
To prakso so imenovali »dve kronanji in tri spoštovanja«.
Zengzi je bil potomec kraljev dinastije Šja prek Šao Kanga.
Kralji države Jue so trdili, da so potomci kraljev dinastije Šja prek Šao Kanga.

## Sodobne študije
Časovna vrzel med domnevnim časom Šja in prvimi pisnimi omembami je pomenila, da sta zgodovinskost same dinastije Šja in tradicionalna pripoved o njeni zgodovini kvečjemu negotova. Skeptična Šola zgodnje kitajske zgodovine, ki jo je začel Gu Džjegang v 1920-ih, je bila prva skupina učenjakov na Kitajskem, ki je sistematično postavljala pod vprašaj tradicionalno zgodbo o njeni zgodnji zgodovini. S kritičnim preučevanjem razvoja pripovedi o zgodnji kitajski zgodovini skozi zgodovino je Gu sklenil, »čim poznejši je čas, tem daljše je bilo legendarno obdobje prejšnje zgodovine … zgodnja kitajska zgodovina je zgodba, ki jo pripovedujejo in ponavljajo generacije, med katero prihajajo novi elementi so bili dodani na sprednji del«.
Nekateri zgodovinarji menijo, da so si vladarji Džova izmislili Šja kot pretvezo, da bi upravičili svojo osvojitev Šanga, z ugotovitvijo, da tako kot je Šang izpodrinil Šja, so oni izpodrinili Šang. Obstoj Šja ostaja nedokazan, kljub prizadevanjem kitajskih arheologov, da bi jih povezali s kulturo Erlitou iz bronaste dobe.
Med drugim Gu in drugi zgodovinarji opažajo določene vzporednice med tradicionalno pripovedjo o zgodovini Šja in zgodovino Šang, ki bi nakazovale verjetno izmišljotino ali vsaj olepšanje zgodovine Šja iz obdobja Džov. Jun Kuen Leejeva kritika nacionalističnih čustev pri razvoju razlage kronologije treh dinastij se osredotoča na dihotomijo dokazov, ki jih zagotavljajo arheološke in zgodovinske raziskave, zlasti trditev, da je arheološka kultura Erlitou tudi zgodovinska dinastija Šja. »Kako združiti arheološke datume z zgodovinskimi datumi, je izziv za vse kronološke študije zgodnje civilizacije.«
V The Shape of the Turtle: Myth, Art, and Cosmos in Early China (Oblika želve: mit, umetnost in vesolje v zgodnji Kitajski) je Sarah Allan opazila, da so številni vidiki Šja preprosto nasprotni lastnostim, ki veljajo za simbolične za Šang. Implicitni dualizem mitskega sistema Šang, trdi Allanova, je, da medtem ko Šang predstavlja sonce, nebo, ptice, vzhod in življenje, Šja predstavlja lune, vodno podzemlje, zmaje, zahod in smrt. Allanova trdi, da je Džov ta mitski Šja na novo interpretiral kot vladajočo dinastijo, ki jo je zamenjal Šhang, kar je vzporednica z njihovo lastno zamenjavo Šangov.
Drugi učenjaki prav tako trdijo, da so ostanki političnega razreda Šang še vedno obstajali med zgodnjo dinastijo Džov, vladarji Džova niso mogli preprosto upravičiti svojega nasledstva, da bi pomirili ostanke Šangov, če je to v celoti izmišljeno, saj ostanki Šangov, ki so se spominjali predhodne zgodovine, v prvo mesto niso verjeli. Klasika poezije na primer ohranja »Hvalnice Šanga« (商頌 Shāng sòng), ki predstavlja močno državo Song, katere vladarji so bili neposredni potomci dinastije Šang. Med temi hvalnicami je hvalnica Čang Fa (長發) slavila zmage »kralja borilnih dejanj« Tanga iz Šanga proti Veiju (韋), Guju (顧), Kunvuju (昆吾) in Džjeju iz Šja. Med kasnejšo dinastijo Song (960–1279 n. št.) je bil izkopan starodavni bronasti artefakt Šu Ji Džong (叔夷鐘) z napisom, ki opisuje, kako je ustanovitelj dinastije Šang, Tang, strmoglavil dinastijo Šja. Lastnik tega artefakta, Šu Ji, visoki častnik kraljestva Či v obdobju pomladi in jeseni (ok. 600 pr. n. št.), je bil pravzaprav neposredni potomec vladarjev Song, kar pomeni, da je bil tudi sam potomec ljudstva Šang. Ta bronasti artefakt je bil uporabljen za spomin na njegove prednike. Napis je v nasprotju s hipotezo, da je dinastija Džov ustvarila obstoj dinastije Šja.
Čeprav kostni napisi v preročišču Šang ne omenjajo Šja, so nekateri učenjaki predlagali, da so politike, ki jih omenjajo, morda ostanki Šja. Guo Moruo je predlagal, da bi lahko sovražno državo, imenovano država Tufang izmed držav Fang, omenjenih v mnogih napisih, identificirali s Šja. Zgodovinar Šen Čangjun je opozoril na štiri napise, ki omenjajo Čǐ (杞), isto ime kot država Čǐ, ki jo je po tradicionalnih poročilih ustanovila poražena kraljeva hiša Šja.

## Arheološka odkritja
Arheologi so odkrili mestna najdišča, bronaste pripomočke in grobnice, ki kažejo na možen obstoj dinastije Šja na lokacijah, navedenih v starodavnih kitajskih zgodovinskih besedilih. Obstaja razprava o tem, ali je bila kultura Erlitou kraj dinastije Šja ali ne, ki se v veliki meri osredotoča na to, ali je treba arheološke dokaze o mestnem bivanju v regiji pred dinastijo Šang jemati kot potrditev tradicionalnega poročila o Šja ali pričakovano ne glede na zgodovinskost Šja zaradi poti rasti prebivalstva in kmetijskega razvoja v rodovitnih regijah vzhodne Kitajske od neolitika do zgodnje zgodovine. Radiokarbonsko datiranje postavlja mesta Erlitou na ok. 2100 do 1800 pr. n. št., kar zagotavlja fizične dokaze o obstoju države, sočasne in morda enakovredne dinastiji Šja, kot je opisano v kasnejših klasičnih kitajskih zgodovinskih delih. Leta 1959 so v mestu Janši izkopali mesto z velikimi palačami, za katere so nekateri arheologi trdili, da so bile prestolnica dinastije Šja. V 1960-ih in 1970-ih so arheologi odkrili mestna najdišča, bronaste pripomočke in grobnice na istih lokacijah, ki so omenjene v starodavnih kitajskih zgodovinskih besedilih glede Šja; leta 2011 so kitajski arheologi odkrili ostanke cesarske velikosti palače iz približno 1700 pr. n. št. — pri Erlitouju v Henanu, kar je dodatno spodbudilo razprave o obstoju dinastije. Vsaj obdobje, ki se tradicionalno označuje kot dinastija Šja, je zaznamovalo obdobje urbanizacije in razvoja kmetijstva, ki je premostilo pozne neolitske kulture in urbano civilizacijo dinastije Shang.
Arheološki dokazi o veliki poplavi v soteski Džiši, ki je uničila najdišče Ladžja v zgornjem toku Rumene reke, so datirani približno v leto 1920 pr. n. št. Ta datum je malo pred vzponom kulture Erlitou v srednji dolini Rumene reke in kulture Jueši v Šandongu, po zatonu kulture Longšan v severnokitajski nižini. Avtorji domnevajo, da je bila ta poplava morda osnova za poznejši mit o Ju Velikem in je prispevala h kulturnemu prehodu v obdobje Erlitou. Nadalje trdijo, da je čas nadaljnji dokaz za identifikacijo Šja s kulturo Erlitou. Vendar še ni bilo najdenih nobenih dokazov o sočasnih razširjenih poplavah v severnokitajski nižini.
Edina glasbila iz dinastije Šja sta dva čing, dva majhna zvončka (en iz lončene posode, en iz brona) in šun. Zaradi tega izjemnega pomanjkanja ohranjenih glasbil in splošne negotovosti, ki obdaja večino Šja, je ustvarjanje glasbene pripovedi o tem obdobju nepraktično.

## Kralji dinastije Šja
V spodnji tabeli so navedeni vladarji dinastije Šja po zapisih Sima Čiana. Za razliko od seznama Sima Čiana za kralje dinastije Šang, ki se tesno ujemajo z zapisih na kostni pisavi. Evidence od vladarjev Šja še niso bile najdene v nobeni od arheoloških izkopavanj.
| Posmrtna imena (Ši Hao 諡號)1 | Posmrtna imena (Ši Hao 諡號)1 | Posmrtna imena (Ši Hao 諡號)1 | Posmrtna imena (Ši Hao 諡號)1 | Posmrtna imena (Ši Hao 諡號)1         |
| Red                           | Vladanje2                     | Kitajsko                      | Hanyu Pinyin                  | Zapisi                                |
| ----------------------------- | ----------------------------- | ----------------------------- | ----------------------------- | ------------------------------------- |
| 01                            | 45                            | 禹                            | Ju                            | znan tudi kot Yu veliki (大禹; dà yǔ) |
| 02                            | 10                            | 啟                            | Či Šja                        |                                       |
| 03                            | 29                            | 太康                          | Tai Kang                      |                                       |
| 04                            | 13                            | 仲康                          | Čong Kang                     |                                       |
| 05                            | 28                            | 相                            | Šijang Šja                    |                                       |
| 06                            | 21                            | 少康                          | Šao Kang                      |                                       |
| 07                            | 17                            | 杼                            | Ču Šja                        |                                       |
| 08                            | 26                            | 槐                            | Huai Šja                      |                                       |
| 09                            | 18                            | 芒                            | Mang Šja                      |                                       |
| 10                            | 16                            | 泄                            | Šje Šja                       |                                       |
| 11                            | 59                            | 不降                          | Bu Džiang Šja                 |                                       |
| 12                            | 21                            | 扃                            | Džjong Šja                    |                                       |
| 13                            | 21                            | 廑                            | Džin Šja                      | Guoju: jǐn ali jìn, putonghua: jǐn    |
| 14                            | 31                            | 孔甲                          | Kong džja Šja                 |                                       |
| 15                            | 11                            | 皋                            | Gao Šja                       |                                       |
| 16                            | 11                            | 發                            | Fa Šja                        |                                       |
| 17                            | 52                            | 桀                            | Džje                          | znan tudi kot Lu Gui (履癸 lǚ guǐ)    |